# Пасечник, Олег Викторович
Оле́г Ви́кторович Па́сечник (укр. Олег Вікторович Пасічник; 1 марта 1990) — украинский военный лётчик, капитан, участник российско-украинской войны. Герой Украины (2022).

## Биография
В апреле 2022 года, во время российского вторжения в Украину, капитан Пасечник выполнил специальное задание. За проявленные личное мужество и героизм при защите государственного суверенитета и территориальной целостности Украины, а также верность военной присяге, ему было присвоено звание Героя Украины с вручением ордена «Золотая Звезда» в 2022 году.

## Награды
- Звание «Герой Украины» с удостоением ордена «Золотая Звезда» (11 апреля 2022) — за личное мужество и героизм, проявленные в защите государственного суверенитета и территориальной целостности Украины, верность военной присяге[1].